# Riserva naturale orientata Lanca di Gerole
La riserva naturale orientata Lanca di Gerole è un'area naturale protetta che si trova nell'area golenale del Po tra i comuni di Motta Baluffi e Torricella del Pizzo. È stata istituita dalla regione Lombardia con determinazione di Consiglio n. 178 dell'8 febbraio 2001.

## Territorio
La riserva è composta da due ampi meandri abbandonati del fiume, uno posto all'interno dell'altro. Quello più esterno è denominato  Lanca di Gerole e riceve acqua solo saltuariamente in caso delle piene del fiume. Quello più interno è più recente e denominato  Lanca del Pennello, molto più vicino al Po da cui riceve le acque. Nel settore sud-est si trova una difesa idraulica presso la quale sorge un bodrio.

## Flora
Passando dal fiume alla spiaggia, alla Lanca del Pennello fino alla Lanca di Gerole s'intravede una complessa varietà di elementi floristici.
Nelle lance si osservano: la brasca, il polyum, la ninfea gialla, la castagna d'acqua, la lenticchia d'acqua, la lenticchia di palude, il morso di rana, la vallisneria, l'utricularia, l'erba pesce.
In prossimità degli specchi d'acqua: il canneto, il carice, la tifa, il campanellino, la forbicina intera, il giunco fiorito.
Nelle zone più asciutte crescono il salice bianco, il pioppo bianco, la farnia, l'olmo campestre, l'acero campestre e il ciliegio.

## Fauna
Altrettanto complessa e varia è la fauna che frequenta la riserva.
Tra gli anfibi va segnalato che qui vive il raro pelobate fosco italiano, un rospo endemico della Pianura Padana. Nel sito vivono inoltre: il tritone crestato, il tritone punteggiato, il rospo comune, la rana verde, la rana di Lataste, la lucertola dei muri, la lucertola campestre, il ramarro, l'orbettino, il biacco, la biscia d'acqua e il colubro liscio.
La fauna ornitica è rappresentata da 135 specie, come il tarabusino, il tuffetto, il moriglione, la salcialiola, l'ortolano, lo zigolo, il succiacapre, l'albanella minore
Oltre alla più comune fauna svernante (anatidi, ardeidi, rallidi, e uccelli acquatici in genere) sono state osservate specie poco frequenti: l'oca, la cigogna nera, la gru, l'airone bianco.